# Ravna Rijeka
Ravna Rijeka (cyr. Равна Ријека) – wieś w Czarnogórze, w gminie Bijelo Polje. W 2011 roku liczyła 400 mieszkańców.